# Uwe Proske
Uwe Proske (Löbau, 1961. október 10. –) olimpiai bajnok német párbajtőrvívó.